# Mellicta tectensis
Mellicta tectensis är en fjärilsart som beskrevs av Cabeau 1922. Mellicta tectensis ingår i släktet Mellicta och familjen praktfjärilar. Inga underarter finns listade i Catalogue of Life.